# Regulus
Regulus (α Leo, α Leonis, Alfa Leonis) je najsjajnija zveda u sazvežđu Lava i jedna od najsjajnijih zvezda na celom nebu sa vizuelnom magnitudom od 1.35. Udaljena je oko 80 svetlosnih godina od Zemlje. Koordinate zvezde su: 10h 08m 22.311s po rektascenziji i +11° 58′ 01.95″ po deklinaciji.

## Višestruki sistem Regulus
Regulus je zapravo sistem od 4 zvezde koje rotiraju oko zajedničkog centra mase. Ove 4 zvezde mogu se podeliti na jedan par i dve zasebne zvezde, Regulus A, B i C. Regulus A je spektroskopski dvojna (binarna) zvezda koja se sastoji iz belog patuljka i plave zvezde sa glavnog niza. Regulus B i C su takođe zvezde sa gavnog niza.
Plava zvezda u Regulusu A je spektralne klase B7 i time spada u toplije zvezde, mlađe zvezde. Ona orbitira oko belog patuljka mase 0.3 solarnih (Sunčevih masa). Ovim zvezdama treba 40 dana da obiđu oko zajedničkog centra mase.
Na udaljenosti od oko 4200 astronomskih jedinica od Regulusa A, nalaze se Regulus B i C. One takođe čine dvojni sistem. U Henri Draperovom katalogu ovaj par označen je kao HD 87884. Prva komponenta, Regulus B, je spektralne klase K2 i temperature od 4000 K, dok je druga komponenta, Regulus C, nešto hladnija, temperature od 3000 K i spektralne klase M4. Ove dve zvezde obilaze oko zajedničkog centra mase svakih 2000 godina i udaljene su jedna od druge 100 AU.

## Spoljašnje veze
- APOD Regulus
- APOD Regulus 2
- APOD Regulus 3